# Marije Joling
Marije Joling (Assen, 30 september 1987) is een Nederlandse voormalige langebaanschaatsster die gespecialiseerd was in het allrounden. Ze was lid van Trainingsgroep De Scheuvelloper en trainde vanaf seizoen 2017/2018 bij Team IKO. Eerder schaatste ze bij het Gewest Drenthe en Team Corendon. In de zomer van 2018 besloot ze, na twee jaar schaatsen zonder sponsor en inmiddels zonder ploeg om zich bij aan te sluiten, afscheid te nemen van het professionele langebaanschaatsen.

## Carrière
2008-2009
Joling maakte haar senioren-debuut tijdens de NK afstanden 2009 waar ze op de 1000 en 1500 meter uitkwam. Ze finishte op een respectievelijk 19e en 11e plaats. Later dat seizoen kwalificeerde ze zich voor het NK allround waar ze vijftiende werd. Diezelfde positie bekleedde ze ook een week later op het NK sprint. Ze sloot haar seizoen succesvol af tijdens het NK afstanden voor junioren, waar de op de 1500 meter een gouden plak greep en op de 1000m het zilver.
2009-2010
Op de NK Afstanden 2010 nam ze deel aan de 1500 en 3000 meter waar ze op beide afstanden als negentiende eindigde. Voor de NK sprint wist ze zich niet te kwalificeren. Op het NK allround behaalde ze haar hoogste eindklassering met de vierde plaats.
2010-2011
Op de NK Afstanden 2011 nam ze deel aan de 3000 en 5000 meter waar ze op beide afstanden als derde eindigde. Hiermee plaatste zij zich voor de eerste serie wereldbekerwedstrijden. Tijdens de wereldbekerfinale in Thialf reed ze een persoonlijk record op de 3000 meter in 4.11,72. Op het NK Allround werd ze gediskwalificeerd. Later zou ze nog eens twee keer geschrapt worden; een record.
2011-2012
Vanaf mei traint Joling bij Team Groenewold, het schaatsteam onder leiding van Renate Groenewold.
Tijdens het NK Afstanden in november 2012 plaatst Joling zich op drie afstanden voor de eerste reeks wereldbekerwedstrijden (1500m, 3000m en 5000m). Op de 5000m behaalt ze haar eerste gouden medaille op het NK.
Op 1 februari 2015 wist Joling zich over een mini-klassement van 1500-3000m in Hamar te plaatsen voor het WK Allround in Calgary.

## Persoonlijke records
| Afstand    | Tijd    | Datum            | Baan       |
| ---------- | ------- | ---------------- | ---------- |
| 500 meter  | 39,24   | 7 maart 2015     | Calgary    |
| 1000 meter | 1.18,11 | 3 november 2012  | Heerenveen |
| 1500 meter | 1.54,43 | 15 november 2015 | Calgary    |
| 3000 meter | 4.00,49 | 13 november 2015 | Calgary    |
| 5000 meter | 7.03,20 | 30 december 2013 | Heerenveen |

## Resultaten
| Jaar | NK Afstanden                 | NK Sprint | NK Allround         | EK Allround          | WK Allround           | WK afstanden                     | Wereldbeker                        |
| ---- | ---------------------------- | --------- | ------------------- | -------------------- | --------------------- | -------------------------------- | ---------------------------------- |
| 2009 | 19e 1000m 11e 1500m          | 15e       | NC15                |                      |                       |                                  |                                    |
| 2010 | 19e 1500m 19e 3000m          |           | 4e · (10, 6, 6, )   |                      |                       |                                  |                                    |
| 2011 | 11e 1500m · 3000m · 5000m    |           | DQ2                 |                      |                       |                                  | 12e 3/5 km                         |
| 2012 | 11e 1500m 10e 3000m 9e 5000m |           | 7e (7, 6, 8, 7)     |                      |                       |                                  | 18e 3/5 km                         |
| 2013 | 4e 1500m · 4e 3000m · 5000m  |           | NC8 (4, 6, 9, -)    |                      |                       |                                  | 16e 1500m 5e 3/5 km 28e massastart |
| 2014 |                              |           | DQ · (, 7e, 5e, DQ) | 8e (9e, 4e, 11e, 7e) |                       |                                  | 46e 3/5 km                         |
| 2015 | 4e 1500m 4e 3000m 13e 5000m  |           | DQ (11e, DQ, 5e, -) |                      | 7e (11e, 4e, 16e, 6e) | 6e 1500m · Achtervolging · 3000m | 7e 1500m 4e 3k/5k 39e massastart   |
| 2016 | 4e 1500m 4e 3000m            |           |                     | 4e · (6e, , 5e, )    |                       | 5e 3000m                         | 9e 1500m 5e 3k/5k                  |
| 2017 | 7e 1500m 5e 3000m 8e 5000m   |           | · (, , 4e)          |                      | NC11 (15e, 8e, 6e, -) |                                  | 15e 1500m 6e 3k/5k                 |
| 2018 | 23e 1500m 6e 3000m           |           |                     |                      |                       |                                  | 47e 3k/5k                          |